# Pyrgomorpha vosseleri
Pyrgomorpha vosseleri är en insektsart som beskrevs av Boris Petrovich Uvarov 1923. Pyrgomorpha vosseleri ingår i släktet Pyrgomorpha och familjen Pyrgomorphidae. Inga underarter finns listade i Catalogue of Life.